# Talanga advenalis
Talanga advenalis is een vlinder uit de familie van de grasmotten (Crambidae), uit de onderfamilie van de Spilomelinae. De wetenschappelijke naam van deze soort is voor het eerst voorgesteld als Glyphodes advenalis door Pieter Snellen in een publicatie uit 1895.
De soort komt voor in Indonesië (Java).